# Саллі Форт (комікс Воллі Вуда)
«Саллі Форт» (англ. Sally Forth) — американський комікс, створений Воллі Вудом для чоловічої військової авдиторії, із зображенням сексуального пригодницького бойовика, де головну героїню часто зображують оголеною. Ім'я героїні — гра слів – «та, що виривається вперед», що означає покинути чи атакувати військовий табір.
Це не пов'язано з Саллі Форт (комікс Грега Говарда), комікс щоденної газети про американську домогосподарку, який почався в 1982 році.

## Огляд
Саллі Форт почала роботу як новобранка у підрозділі спецпризначенців у червневому 1968 році Military News, 16-сторінковому таблоїді від Armed Forces Diamond Sales.
У 1976 році Вуд згадував:
Все почалося в 1968 році, коли мене попросили зробити повний комікс-розділ для запропонованої бульварної газети для військовослужбовців, чотири сторінки повнокольорових, орієнтованих на службу, гумористичних стрічок ... Там був негідник на ім'я "Дикий Білл Йондер", кілька інших, які чомусь вислизають з моєї пам'яті... (такий сором), і одна, яка, як я відчував і досі відчуваю, мала чудове ім'я для комічної героїні... Саллі Форт.[джерело?]
26 липня 1971 року Саллі повернулася в Overseas Weekly, таблоїд, призначений для військовослужбовців США, які служать за межами Північної Америки. Оскільки Вуду допомагали письменники-художники Нік Куті, Пол Кіршнер і Ларрі Гама, Саллі Форт продовжувала працювати в Overseas Weekly до 22 квітня 1974 року. Наприкінці 1970-х років комікси про Саллі Форт були перекладені нідерландською мовою. Персонаж отримала ім'я Доорт'є Стоут і він з'явився в орієнтованому на чоловіків журналі Gummi.
Вуд зібрав стрічку в серію з чотирьох великих журналів (10"x12"). У 1993—1995 роках письменник-редактор Білл Пірсон, друг Вуда та партнер Wood Studio, переформатував стрічки в серію коміксів, опубліковану Eros Comix, відбитком Fantagraphics Books. Протягом 1998 року Пірсон відредагував весь тираж у єдиний том на 160 сторінок, також опублікований Fantagraphics.
Наприкінці свого життя Вуд створив і опублікував дві порнографічні історії Саллі Форт із Саллі та Біллом Йондером у серії коміксів для дорослих Gang Bang № 1 у 1980 році та № 2 у 1981 році.

## Персонажі
- Саллі Форт — надає фан-сервіс і відволікає ворожих чоловіків.
- Лейтенант К. П. Даль — командир підрозділу, вдвічі нижчий за всіх і схожий на дитину. Назва є грою фрази «лялька kewpie».
- Кікі Макканн — експерт з бойових мистецтв.
- Дикий Білл Йондер — пілот команди. Назва — це гра фрази «wild blue yonder», що означає небо.
- Волохатий Джеймс — експерт зі зброї та підривних робіт.
- Сноркі — марсіанин-резидент.